# 劳里亚
劳里亚（義大利語：Lauria），是意大利波坦察省的一个市镇。总面积175.66平方公里，人口13441人，人口密度76.5人/平方公里（2009年）。ISTAT代码为076042。